# ماری‌جوانا در پورتوریکو
ماری‌جوانا در پورتوریکو برای استفاده تفریحی غیرقانونی است. قانون ممنوعیت ماری‌جوانا در سال ۱۹۳۲ تصویب شد و قانونی برای قانونی‌سازی استفاده پزشکی در سال ۲۰۱۷ تصویب شد. اگرچه استفاده پزشکی از ماری‌جوانا مجاز است، اما کشیدن (تدخین) آن ممنوع است.

## ممنوعیت (۱۹۳۲)
در۱۹ آوریل ۱۹۳۲، پورتوریکو قانون ۱۲ را تصویب کرد، «قانونی برای مجازات کاشت، واردات، خرید، و فروش ماری جوانا و برای اهداف دیگر» (اسپانیایی: "Ley para castigar la siembra, importación, compra y venta de la marijuana, y para otros fines"‎") که در آن مجازات‌های مصرف ماری‌جوانا حداقل یک ماه و حداکثر یک سال حبس بود.
در ۱۳ مه ۱۹۳۴، پورتوریکو قانون شماره ۶۱ را مطابق با قانون یکنواخت دولتی مواد مخدر در را تصویب کرد.

## تلاش برای جرم‌زدایی (۲۰۱۳)
در سال ۲۰۱۳، خوزه لوئیس بائز، نماینده مجلس نمایندگان، جرم‌زدایی را پیشنهاد کرد، اما نظرسنجی روزنامه ال نوو دیا نشان داد که ۲۶ درصد از افراد مورد بررسی موافق جرم زدایی بودند، ۷۰ درصد مخالف و ۴ درصد نامطمئن.

## ماری‌جوانای پزشکی
در ماه مه ۲۰۱۵، فرماندار آلخاندرو گارسیا پادیلا فرمان اجرایی اجازه استفاده از ماری‌جوانای پزشکی را امضا کرد.
در ۹ ژوئیه ۲۰۱۷، فرماندار پادیلا قانون ۴۲–۲۰۱۷ را امضا کرد که قانون مدیریت مطالعه، توسعه و بررسی کانابیس برای نوآوری، هنجارهای قابل اجرا و محدودیت‌ها را به قانون تبدیل کرد و رسماً ماری‌جوانا را برای اهداف دارویی در سرزمین‌های مشترک‌المنافع قانونی کرد.